# فردریش کارم
فردریش کارم (استونیایی: Friedrich Karm؛ ۲۱ ژانویه ۱۹۰۷ – ۳ اکتبر ۱۹۸۰) بازیکن فوتبال اهل استونی بود.
وی همچنین در تیم ملی فوتبال استونی بازی کرده‌است.